# Pietro Scoppola
Pietro Scoppola (Roma, 14 dicembre 1926 – Roma, 25 ottobre 2007) è stato uno storico e politico italiano, uno dei principali esponenti italiani del cattolicesimo democratico.

## Biografia
Quando Scoppola "cominciò a interessarsi di storia, nei primi anni cinquanta, lavorava già come funzionario del Senato: aveva assunto questo ruolo, infatti, all’inizio del 1950, ad appena ventitré anni. Leopoldo Elia, che allo storico romano è stato legato da una lunga amicizia, ha scritto che egli «ebbe piena consapevolezza di appartenere a un corpo o a un reparto “scelto” dell’apparato statale», lavorando prima all’ufficio resoconti, poi nell’ufficio commissioni e infine in quello degli studi legislativi".
Negli anni sessanta si schiera a favore di una legge che istituisca il divorzio, in dissenso rispetto alla posizione assunta in quella circostanza dalla Democrazia Cristiana, partito di riferimento della sua area culturale. "Nel 1973 Scoppola rientrò definitivamente nel ruolo di professore universitario, come titolare della cattedra di Storia contemporanea della Facoltà di Magistero di Roma, lasciando il Senato, e all’insegnamento affiancò, nello stesso periodo, la direzione della rivista Il Mulino", che tenne fino al 1978 dopo esserne stato capo redattore.
In particolare «nel 1974 fu tra i promotori dei Comitati per il "no" al referendum sul divorzio. La sua presa di posizione da cattolico "militante" contribuì alla vittoria del "no".»
Dopo il referendum sul divorzio, nel 1975 è tra i promotori della «Lega Democratica», con Beniamino Andreatta, Romano Prodi, Roberto Ruffilli e Paola Gaiotti. Nel 1981 si schiera a favore del referendum sulla legge 194 (la legge che legalizzava l'aborto in Italia), ritenendo che si trattasse di una legge "abortista" e ispirata alla "deresponsabilizzazione" nei confronti della vita nascente.
Nella IX legislatura (1983-1987) viene eletto senatore - indipendente nelle liste della DC. È stato uno dei massimi studiosi al mondo della figura di Alcide De Gasperi. Nel 1992 aderisce al movimento politico Unione dei Progressisti 18 ottobre. Negli ultimi anni si era avvicinato alla Margherita, in particolare al gruppo dei Popolari. Dal 2003 al 2007, è stato presidente nazionale della Rete dei Cittadini per l'Ulivo. È stato professore ordinario di Storia contemporanea all'Università La Sapienza di Roma. È stato membro della Commissione Nazionale Italiana per l'UNESCO. Ha collaborato al quotidiano La Repubblica. La notizia della sua morte è stata data, nel corso di una seduta del Senato della Repubblica, dal senatore Giorgio Tonini.
In un comunicato il Presidente della Repubblica Giorgio Napolitano lo ha ricordato come un «illuminato interprete del pensiero e del movimento cattolico, assertore e promotore di dialogo nello spirito della Costituzione». Nel 2011 è uscito presso il Mulino il libro "Chiesa e democrazia. La lezione di Pietro Scoppola", pubblicato da Agostino Giovagnoli, ordinario di Storia contemporanea all'università Cattolica del Sacro Cuore di Milano, nonché allievo di Scoppola. Il testo è un omaggio alla figura dello storico italiano.

## Opere
- Dal neoguelfismo alla Democrazia cristiana, Studium, 1957
- Crisi modernista e rinnovamento cattolico in Italia, Il Mulino, 1961
- Chiesa e Stato nella storia d'Italia, Laterza, 1967
- La Chiesa e il fascismo, Laterza, 1971
- La proposta politica di De Gasperi, Il Mulino, 1977
- Gli anni della Costituente fra politica e storia, 1980
- La "nuova cristianità" perduta, Studium, 1985
- La Repubblica dei partiti. Evoluzione e crisi di un sistema politico, Il Mulino, 1991 e 1997
- 25 aprile. Liberazione, Einaudi 1995
- La Costituzione contesa, Einaudi, 1998
- La democrazia dei cristiani, Il Mulino, 2005
- La coscienza e il potere, Laterza, 2007
- Un cattolico a modo suo, Morcelliana, 2008 (pubblicato postumo)